# کوین زونزون
کوین زونزون (انگلیسی: Kévin Zonzon؛ زادهٔ ۶ ژوئیهٔ ۱۹۸۹) بازیکن فوتبال است.
وی همچنین در تیم ملی فوتبال سنت مارتین بازی کرده‌است.